# IJzervallei
De IJzervallei is een Natura 2000-gebied (vogelrichtlijngebied BE2500831) in Vlaanderen. Het gebied is 5136 hectare groot verspreid over verschillende deelgebieden. Het landschap omvat laaggelegen, drassige weiden en hooilanden die het winterbed van de IJzer en Handzamevaart vormen. Bij overvloedige regenval en tijdens de wintermaanden staan de laagstgelegen delen regelmatig onder water.
Er komen negentien Europees beschermde diersoorten voor in het gebied: blauwborst, blauwe kiekendief, bruine kiekendief, goudplevier, grote zilverreiger, ijsvogel, kemphaan, kleine rietgans, kleine zwaan, kokmeeuw, kolgans, kwartelkoning, pijlstaart, porseleinhoen, slobeend, smient, stormmeeuw, wintertaling, wulp.
Gebieden die deel uitmaken van het Natura 2000-gebied 'IJzervallei', zijn: de IJzerbroeken op de rechteroever van de IJzer (tussen Oostvleteren en Diksmuide), de Handzamevallei langs de Handzamevaart (tussen Handzame en Diksmuide) en de Blankaart in Woumen.

## Afbeeldingen

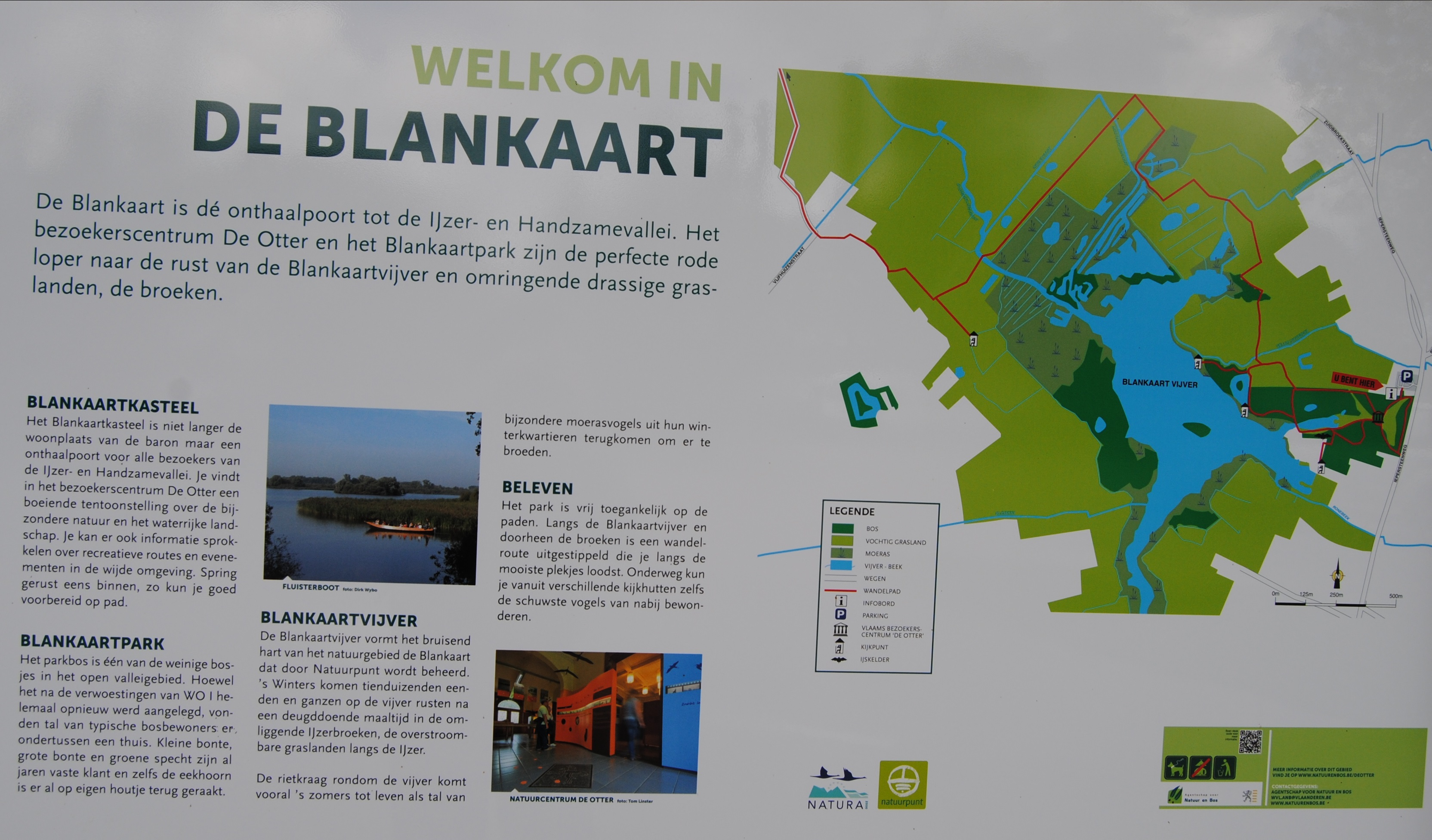
de Blankaart
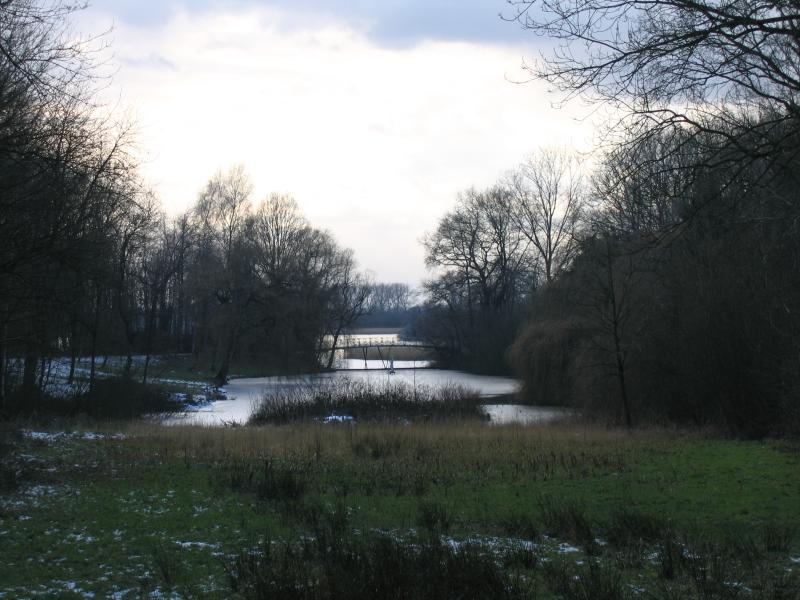
de Blankaart
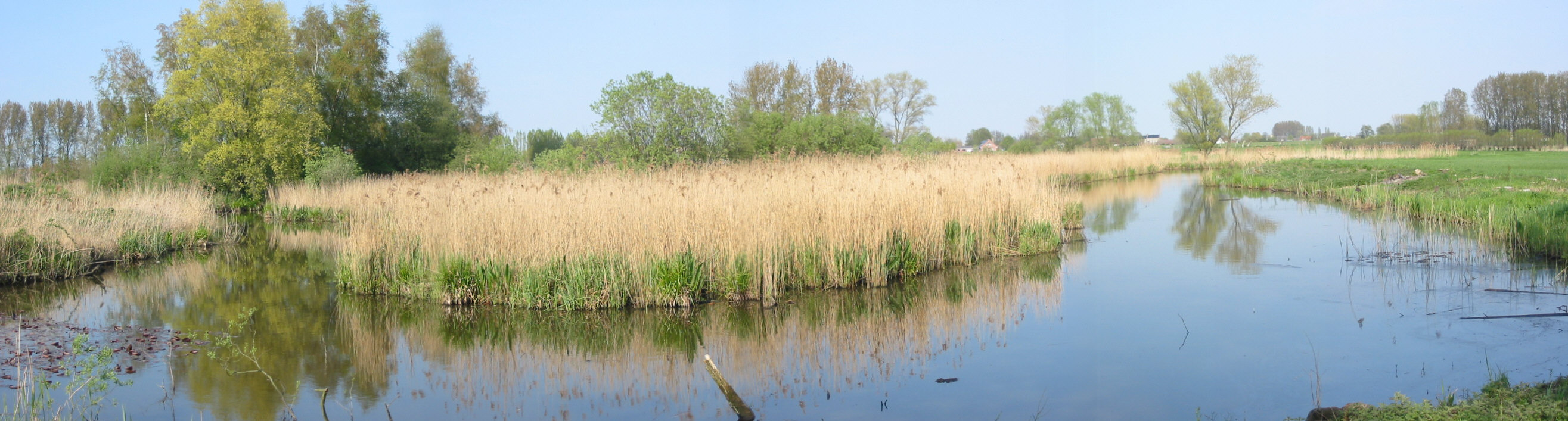
de Blankaart
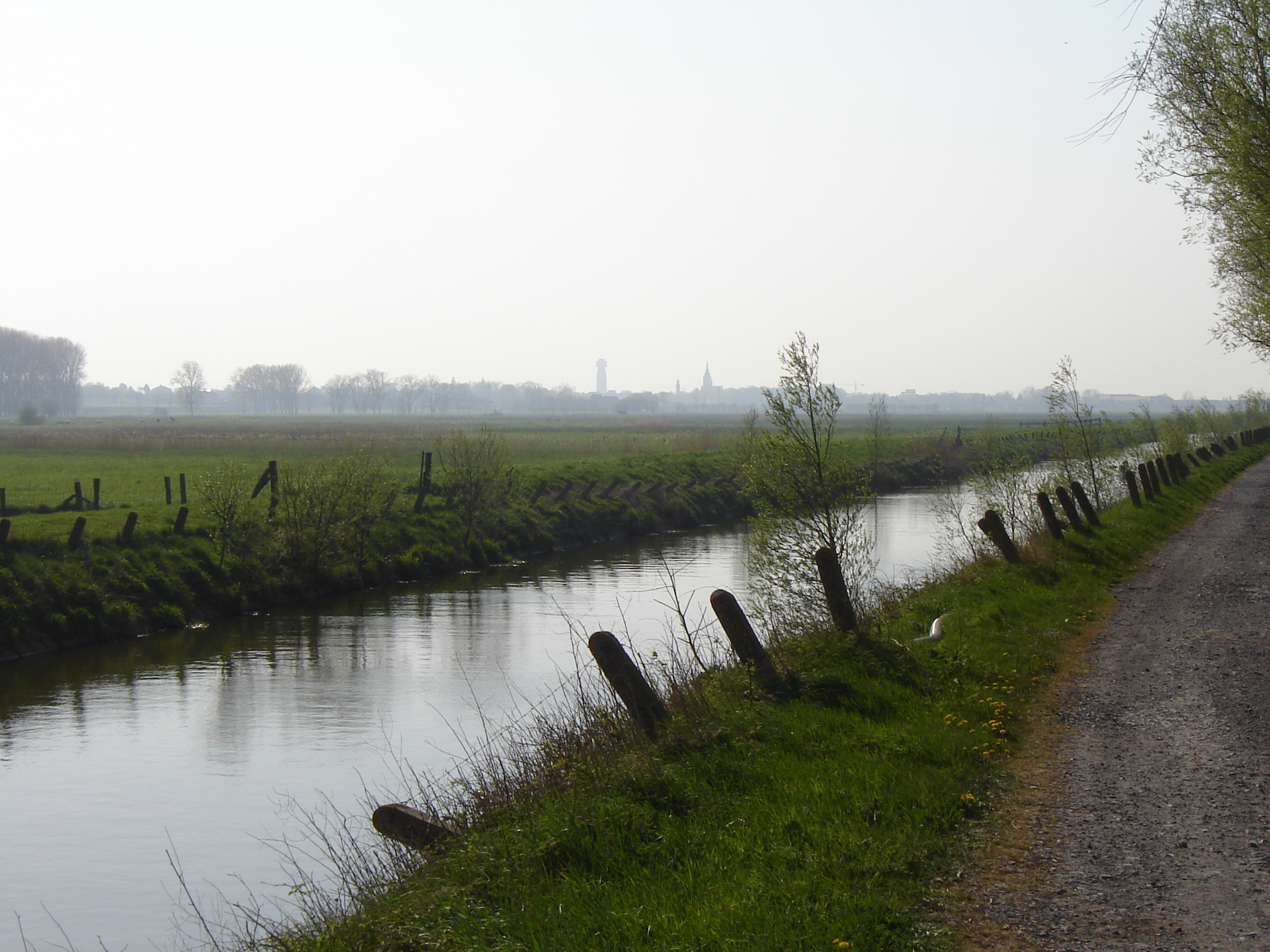
de Handzamevaart
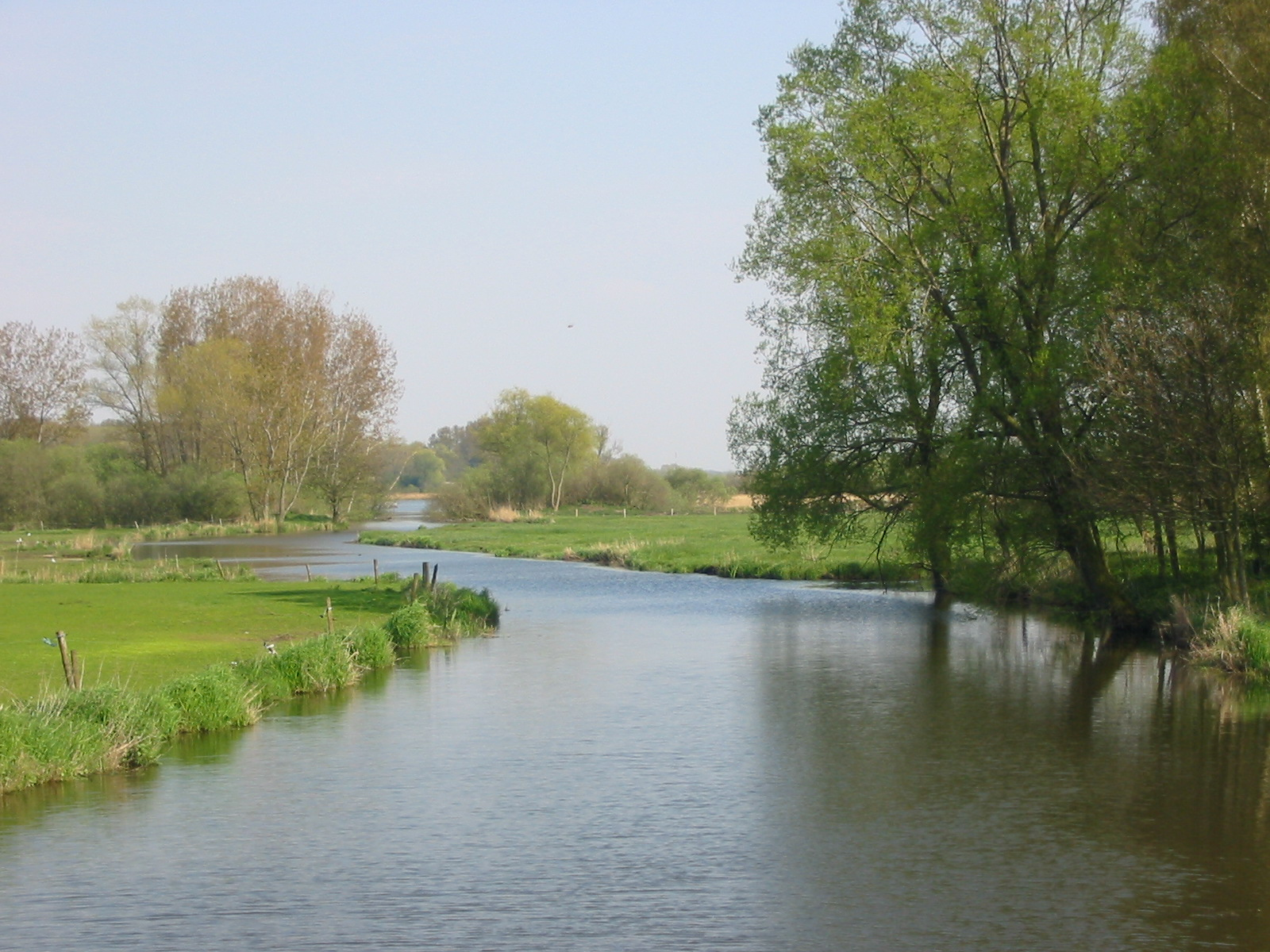
de IJzerbroeken